# مالكوم شيبرد
مالكوم شيبرد (بالإنجليزية: Malcolm Shepherd)‏ هو موظف مدني أسترالي، ولد في 27 أكتوبر 1873، وتوفي في 25 يونيو 1960 في East Melbourne ‏ في أستراليا.